# Surfer Girl
| Recensione                    | Giudizio |
| ----------------------------- | -------- |
| AllMusic                      | [ 1 ]    |
| Blender                       | [ 2 ]    |
| Encyclopedia of Popular Music | [ 3 ]    |
| Rolling Stone                 | [ 4 ]    |
| The Rolling Stone Album Guide | [ 5 ]    |
| Piero Scaruffi                | 4/10     |

Surfer Girl è il terzo album in studio del gruppo surf-rock statunitense The Beach Boys, pubblicato nel 1963 dalla Capitol Records (Capitol (S) T 1981). Fu il primo disco dei Beach Boys ad essere prodotto ufficialmente da Brian Wilson.
Surfer Girl raggiunse la posizione numero 7 in classifica negli Stati Uniti, restando in classifica per 56 settimane. In Gran Bretagna l'album venne ristampato nella primavera del 1967 e raggiunse la posizione numero 13.
Surfer Girl è uscito in formato CD in abbinamento con Shut Down Volume 2, con l'aggiunta di bonus track del periodo, inclusa una versione in tedesco di In my Room.
Il titolo Surfer Girl venne usato anche per un album compilation del 1973 pubblicato negli Stati Uniti dall'etichetta economica Pickwick Records, che raggruppa diversi successi dei primi Beach Boys.

## Descrizione
In questo LP, Brian Wilson, con l'aiuto rispettivamente di Mike Love, Gary Usher e Roger Christian, produsse alcune delle sue canzoni più celebrate. La title track, Surfer Girl, è la prima canzone che Brian avesse mai composto, all'età di 19 anni, prendendo a modello When You Wish Upon A Star. Essendo una ballad, la sua pubblicazione come singolo era una mossa un po' azzardata, ma la sua indubbia qualità superò qualsiasi rischio commerciale. Il lato B, Little Deuce Coupe, divenne la B-side più di successo di tutti i singoli dei Beach Boys, raggiungendo in America la posizione numero 15 in classifica. Catch a Wave vede la presenza della sorella di Mike Love, Maureen, all'arpa. In My Room è presumibilmente la prima composizione di Brian Wilson a carattere introspettivo, una riflessione sull'avere un luogo sicuro dove rifugiarsi per ottenere un senso di sicurezza e riparo dallo stress quotidiano. Nonostante la presenza di qualche brano riempitivo (South Bay Surfer, Boogie Woodie), è chiaro come Surfer Girl si sia rivelato un grosso passo in avanti artisticamente per i Beach Boys.
South Bay Surfer è co-accreditata anche ad Al Jardine, che recentemente si era riunito al gruppo nell'estate del 1963.
La traccia The Surfer Moon, è il primo tentativo da parte di Brian, del quale si sia a conoscenza, di introdurre gli archi nell'arrangiamento di un brano dei Beach Boys.

### Copertina
La copertina di Surfer Girl mostra (da sinistra a destra), Dennis Wilson, David Marks, Carl Wilson, Mike Love e Brian Wilson che imbracciano una tavola da surf. La foto proviene dalla medesima sessione fotografica del 1962 che aveva prodotto l'immagine di copertina per l'album Surfin' Safari. La foto venne scattata dal fotografo ufficiale della Capitol Records Kenneth Veeder sulla spiaggia di Paradise Cove, a Malibù.

## Tracce
1. Surfer Girl (Brian Wilson) 1
2. Catch a Wave (Brian Wilson/Mike Love) 1-2
3. The Surfer Moon (Brian Wilson) 1
4. South Bay Surfer (Wilson/Wilson/Jardine) 1-2
5. The Rocking Surfer (Trad.Arr/Brian Wilson) 3
6. Little Deuce Coupe (Brian Wilson/R.Christian) 2
7. In My Room (Brian Wilson/G.Usher) 1
8. Hawaii (Brian Wilson/Mike Love) 1-2
9. Surfers Rule (Brian Wilson/Mike Love) 4
10. Our Car Club (Brian Wilson/Mike Love) 1-2
11. Your Summer Dream (Brian Wilson/B.Norberg) 1
12. Boogie Woodie (Trad.Arr/Brian Wilson) 3

### Specifiche esecutori
- 1 con Brian Wilson come voce solista
- 2 con Mike Love come voce solista
- 3 Strumentale
- 4 con Dennis Wilson come voce solista

## Formazione
The Beach Boys
- Al Jardine - battito di mani, basso, voce (in Boogie Woodie, Surfer's Rule, Catch a Wave e In My Room)
- Mike Love - voce solista, battito di mani
- David Marks - chitarra ritmica, battito di mani, voce
- Brian Wilson - battito di mani, pianoforte, organo, basso, voce
- Carl Wilson - chitarra, battito di mani, voce
- Dennis Wilson - batteria, battito di mani, voce (in Surfer's Rule)

Altri musicisti
- Hal Blaine - batteria, percussioni (in Hawaii e Our Car Club)
- Steve Douglas - sax (in Our Car Club)
- Maureen Love - arpa (in In My Room e Catch A Wave)